# Delphine Bibet
Delphine Bibet, née le 1er octobre 1965, est une actrice de cinéma, de télévision et de théâtre belge.

## Filmographie
- 1991 : La Partie d'échecs de Yves Hanchar (rôle : Suzanne)
- 2003 : Rire et Châtiment d'Isabelle Doval
- 2006 : Nue Propriété de Joachim Lafosse
- 2019 : Ceux qui travaillent d'Antoine Russbach

## Théâtre
- 2002-2003 : Les Ambassadeurs de l'ombre mis en scène par Lorent Wason